# Long Road Out of Eden
Long Road Out of Eden es el séptimo y último álbum de estudio del grupo estadounidense Eagles, publicado por la compañía discográfica Lost Highway Records en 2007. Tras casi seis años de grabación, Long Road Out of Eden fue el primer álbum de estudio del grupo en casi tres décadas, desde el lanzamiento de The Long Run en 1979, así como el primer trabajo con nuevas canciones del grupo desde la publicación de los sencillos «Hole in the World» y «One Day at a Time» en2003 y 2005 respectivamente. Fue también el primer trabajo del grupo desde la marcha de Don Felder en 2001, así como el último trabajo discográfico con Glenn Frey antes de su fallecimiento en 2016.
Long Road Out of Eden incluyó dos sencillos, «How Long» y «Busy Being Fabulous», que alcanzaron el top 30 en la lista Hot Country Songs y el top 20 en la homóloga Hot Adult Contemporary Tracks, en la cual también entraron canciones como «No More Cloudy Days», «What Do I Do With My Heart» y «I Don't Want to Hear Anymore».
El álbum debutó en el primer puesto de la lista estadounidense Billboard 200 y ganó dos Grammy en las categorías de mejor interpretación instrumental y mejor interpretación de country para un dúo o grupo. Supuso el sexto número uno del grupo y el álbum más vendido del año en los Estados Unidos, donde vendió más de tres millones y medio de copias. Al ser un doble álbum con más de noventa minutos de duración, Long Road Out of Eden fue certificado como héptuple disco de platino por la Recording Industry Association of America.

## Lista de canciones
Disco uno
| N.º | Título                          | Escritor(es)                              | Voz principal               | Duración |  |
| 1.  | «No More Walks in the Wood»     | Don Henley, Steuart Smith, John Hollander | Henley, Frey, Smith y Walsh | 2:00     |  |
| 2.  | «How Long»                      | J. D. Souther                             | Frey y Henley               | 3:16     |  |
| 3.  | «Busy Being Fabulous»           | Henley, Glenn Frey                        | Henley                      | 4:20     |  |
| 4.  | «What Do I Do with My Heart»    | Frey, Henley                              | Frey y Henley               | 3:54     |  |
| 5.  | «Guilty of the Crime»           | Frankie Miller, Jerry Lynn Williams       | Walsh                       | 3:43     |  |
| 6.  | «I Don't Want to Hear Any More» | Paul Carrack                              | Schmit                      | 4:21     |  |
| 7.  | «Waiting in the Weeds»          | Henley, Smith                             | Henley                      | 7:46     |  |
| 8.  | «No More Cloudy Days»           | Frey                                      | Frey                        | 4:03     |  |
| 9.  | «Fast Company»                  | Henley, Frey                              | Henley                      | 4:00     |  |
| 10. | «Do Something»                  | Henley, Timothy B. Schmit, Smith          | Schmit y Henley             | 5:12     |  |
| 11. | «You Are Not Alone»             | Frey                                      | Frey                        | 2:24     |  |

Disco dos
| N.º | Título                           | Escritor(es)                | Voz principal | Duración |  |
| 1.  | «Long Road Out of Eden»          | Henley, Frey, Schmit        | Henley        | 10:17    |  |
| 2.  | «I Dreamed There Was No War»     | Frey                        | Instrumental  | 1:33     |  |
| 3.  | «Somebody»                       | Jack Tempchin, John Brannen | Frey          | 4:09     |  |
| 4.  | «Frail Grasp on the Big Picture» | Henley, Frey                | Henley        | 5:46     |  |
| 5.  | «Last Good Time in Town»         | Joe Walsh                   | Walsh         | 7:07     |  |
| 6.  | «I Love to Watch a Woman Dance»  | Larry John McNally          | Frey          | 3:16     |  |
| 7.  | «Business as Usual»              | Henley, Smith               | Henley        | 5:31     |  |
| 8.  | «Center of the Universe»         | Henley, Frey, Smith         | Henley        | 3:42     |  |
| 9.  | «It's Your World Now»            | Frey, Tempchin              | Frey          | 4:22     |  |

| Temas extra (edición deluxe) |                                  |                                  |          |  |
| N.º                          | Título                           | Escritor(es)                     | Duración |  |
| 10.                          | «Hole in the World»              | Henley, Frey                     | 4:13     |  |
| 11.                          | «Please Come Home for Christmas» | Charles Mose Brown, Gene C. Redd | 2:58     |  |

## Personal
Eagles
- Glenn Frey – guitarra, teclados, bajo, orquestación y voz.
- Don Henley – batería, percusiones, guitarra y voz.
- Joe Walsh – guitarra, teclados y voz.
- Timothy B. Schmit – bajo y voz.

Músicos
- Stuart Smith – guitarra, teclados, mandolina.
- Scott Crago – batería y percusión.
- Richard F.W. Davis – teclados y programación.
- Michael Thompson – teclados, acordeón y trombón.
- Will Hollis – teclados.
- Al Garth – saxofón alto y violín.
- Bill Armstrong – trompeta.
- Chris Mostert – saxofón tenor y saxofón alto.
- Greg Smith – saxofón barítono.
- Greg Leisz – pedal steel.
- Lenny Castro – percusión.
- Luis Conti – percusión.
- Richard F.W. Davis – orquestación.
- Greg Smith – sección de metales.